# The Miracles/Diskografie
Diese Diskografie ist eine Übersicht über die musikalischen Werke der US-amerikanischen Soulband The Miracles, die in den späten 1960er und den frühen 1970er Jahren auch als Smokey Robinson & the Miracles bekannt war. Den Schallplattenauszeichnungen zufolge hat sie bisher mehr als eine Million Tonträger verkauft, davon alleine in ihrer Heimat über 50.000. Ihre erfolgreichste Veröffentlichung ist die Single Love Machine (Part 1) mit über 250.000 verkauften Einheiten.

## Alben

### Studioalben
| Jahr | Titel                                                           | Höchstplatzierung, Gesamtwochen, AuszeichnungChartplatzierungen (Jahr, Titel, Platzierungen, Wochen, Auszeichnungen, Anmerkungen) | Höchstplatzierung, Gesamtwochen, AuszeichnungChartplatzierungen (Jahr, Titel, Platzierungen, Wochen, Auszeichnungen, Anmerkungen) | Höchstplatzierung, Gesamtwochen, AuszeichnungChartplatzierungen (Jahr, Titel, Platzierungen, Wochen, Auszeichnungen, Anmerkungen) | Höchstplatzierung, Gesamtwochen, AuszeichnungChartplatzierungen (Jahr, Titel, Platzierungen, Wochen, Auszeichnungen, Anmerkungen) | Anmerkungen                                                            |
| Jahr | Titel                                                           | DE | UK | US | R&B | Anmerkungen                                                            |
| ---- | --------------------------------------------------------------- | --- | --- | --- | --- | ---------------------------------------------------------------------- |
| 1963 | The Fabulous Miracles                                           | — | — | US118 (8 Wo.)US | — | Erstveröffentlichung: 28. Februar 1963 Produzent: Smokey Robinson      |
| 1963 | Doin’ Mickey’s Monkey                                           | — | — | US113 (4 Wo.)US | — | Erstveröffentlichung: 11. November 1963                                |
| 1965 | Going to a Go-Go                                                | — | — | US8 (40 Wo.)US | R&B1 (28 Wo.)R&B | Erstveröffentlichung: November 1965 Platz 271 der Rolling-Stone-500    |
| 1966 | Away We a Go-Go                                                 | — | — | US41 (27 Wo.)US | R&B3 (19 Wo.)R&B | Erstveröffentlichung: November 1966                                    |
| 1967 | Make It Happen                                                  | — | — | US28 (23 Wo.)US | R&B3 (23 Wo.)R&B | Erstveröffentlichung: August 1967                                      |
| 1968 | Special Occasion                                                | — | — | US42 (23 Wo.)US | R&B1 (30 Wo.)R&B | Erstveröffentlichung: August 1968                                      |
| 1969 | Time Out for Smokey Robinson & the Miracles                     | — | — | US25 (19 Wo.)US | — | Erstveröffentlichung: Juli 1969                                        |
| 1969 | Four in Blue                                                    | — | — | US78 (12 Wo.)US | R&B3 (19 Wo.)R&B | Erstveröffentlichung: 3. November 1969                                 |
| 1970 | What Love Has … Joined Together                                 | — | — | US97 (11 Wo.)US | R&B9 (16 Wo.)R&B | Erstveröffentlichung: 28. April 1970                                   |
| 1970 | A Pocket Full of Miracles (US) / Smokey Robinson & the Miracles | — | — | US56 (11 Wo.)US | R&B10 (17 Wo.)R&B | Erstveröffentlichung: 30. September 1970                               |
| 1970 | The Tears of a Clown                                            | — | — | US143 (12 Wo.)US | R&B30 (13 Wo.)R&B | Erstveröffentlichung: 1970 Neuauflage des Albums Make It Happen (1967) |
| 1971 | One Dozen Roses                                                 | — | — | US92 (10 Wo.)US | R&B17 (50 Wo.)R&B | Erstveröffentlichung: 27. August 1971                                  |
| 1972 | Flying High Together                                            | — | — | US46 (22 Wo.)US | R&B31 (7 Wo.)R&B | Erstveröffentlichung: 17. Juli 1972                                    |
| 1973 | Renaissance                                                     | — | — | US174 (4 Wo.)US | R&B33 (5 Wo.)R&B | Erstveröffentlichung: 18 April 1973                                    |
| 1974 | Do It Baby                                                      | — | — | US41 (21 Wo.)US | R&B4 (18 Wo.)R&B | Erstveröffentlichung: 21. August 1974                                  |
| 1975 | Don’t Cha Love It                                               | — | — | US96 (9 Wo.)US | R&B7 (11 Wo.)R&B | Erstveröffentlichung: 16. Januar 1975                                  |
| 1975 | City of Angels                                                  | — | — | US33 (30 Wo.)US | R&B29 (8 Wo.)R&B | Erstveröffentlichung: 17. September 1975                               |
| 1976 | The Power of Music                                              | — | — | US178 (3 Wo.)US | R&B35 (3 Wo.)R&B | Erstveröffentlichung: 14. September 1976                               |
| 1977 | Love Crazy                                                      | — | — | US117 (5 Wo.)US | R&B31 (6 Wo.)R&B | Erstveröffentlichung: Februar 1977                                     |

grau schraffiert: keine Chartdaten aus diesem Jahr verfügbar
Weitere Studioalben
- 1961: Hi, We’re the Miracles
- 1961: Cookin’ with the Miracles
- 1962: I’ll Try Something New
- 1965: I Like It Like That
- 1978: Miracles

### Livealben
| Jahr | Titel                 | Höchstplatzierung, Gesamtwochen, AuszeichnungChartplatzierungen (Jahr, Titel, Platzierungen, Wochen, Auszeichnungen, Anmerkungen) | Höchstplatzierung, Gesamtwochen, AuszeichnungChartplatzierungen (Jahr, Titel, Platzierungen, Wochen, Auszeichnungen, Anmerkungen) | Höchstplatzierung, Gesamtwochen, AuszeichnungChartplatzierungen (Jahr, Titel, Platzierungen, Wochen, Auszeichnungen, Anmerkungen) | Höchstplatzierung, Gesamtwochen, AuszeichnungChartplatzierungen (Jahr, Titel, Platzierungen, Wochen, Auszeichnungen, Anmerkungen) | Anmerkungen                                                                    |
| Jahr | Titel                 | DE | UK | US | R&B | Anmerkungen                                                                    |
| ---- | --------------------- | --- | --- | --- | --- | ------------------------------------------------------------------------------ |
| 1963 | The Miracles on Stage | — | — | US139 (5 Wo.)US | — | Produzent: Berry Gordy                                                         |
| 1969 | Live!                 | — | — | US71 (14 Wo.)US | R&B6 (17 Wo.)R&B |                                                                                |
| 1973 | 1957–1972             | — | — | US75 (16 Wo.)US | R&B14 (15 Wo.)R&B | aufgenommen am 14. Juli 1972 im Carter Barron Amphitheatre in Washington, D.C. |

grau schraffiert: keine Chartdaten aus diesem Jahr verfügbar

### Kompilationen
| Jahr | Titel                            | Höchstplatzierung, Gesamtwochen, AuszeichnungChartplatzierungen (Jahr, Titel, Platzierungen, Wochen, Auszeichnungen, Anmerkungen) | Höchstplatzierung, Gesamtwochen, AuszeichnungChartplatzierungen (Jahr, Titel, Platzierungen, Wochen, Auszeichnungen, Anmerkungen) | Höchstplatzierung, Gesamtwochen, AuszeichnungChartplatzierungen (Jahr, Titel, Platzierungen, Wochen, Auszeichnungen, Anmerkungen) | Höchstplatzierung, Gesamtwochen, AuszeichnungChartplatzierungen (Jahr, Titel, Platzierungen, Wochen, Auszeichnungen, Anmerkungen) | Anmerkungen |
| Jahr | Titel                            | DE | UK | US | R&B | Anmerkungen |
| ---- | -------------------------------- | --- | --- | --- | --- | ----------- |
| 1965 | Greatest Hits from the Beginning | — | — | US21 (25 Wo.)US | R&B2 (24 Wo.)R&B |             |
| 1968 | Greatest Hits, Vol. 2            | — | — | US7 (44 Wo.)US | R&B2 (48 Wo.)R&B |             |
| 1974 | Anthology                        | — | — | US97 (17 Wo.)US | R&B19 (13 Wo.)R&B |             |
| 1992 | The Greatest Hits                | — | UK65 (2 Wo.)UK | — | — |             |

Weitere Kompilationen
- 1967: Greatest Hits Vol. 1
- 1972: 1957 1972 – Live (2 LPs)
- 1973: Greatest Hits Vol. 2
- 1973: The Fantastic Smokey Robinson & the Miracles
- 1977: Greatest Hits
- 1979: The Best of Smokey Robinson & the Miracles
- 1979: The Tears of a Clown
- 1982: Smokey Robinson & the Miracles
- 1983: Great Songs and Performances That Inspired the Motown 25th Anniversary Television Special
- 1983: 18 Greatest Hits Compact Command Performances
- 1985: Motown Legends
- 1986: The Tears of a Clown
- 1989: Smokey Robinson and the Miracles Volume Two / 22 Greatest Hits / Compact Command Performances
- 1989: I Second That Emotion
- 1993: Whatever Makes You Happy – More of the Best (1961–1971)
- 1993: Tears of a Clown
- 1994: The 35th Anniversary Collection (4 CDs)
- 1994: The Tracks of My Tears (UK: Silber)
- 1995: The Best of Smokey Robinson & the Miracles
- 1997: Smokey Robinson & the Miracles
- 1998: The Ultimate Collection (UK: Silber)
- 1999: Motown Lost and Found: Along Came Love (1958–1964)
- 1999: Our Very Best Christmas
- 1999: The Best of Smokey Robinson & the Miracles
- 2000: Greatest Hits
- 2000: The Universal Masters Collection
- 2001: Time Out / Four in Blue
- 2001: Make It Happen / Special Occasion
- 2002: Greatest Hits
- 2002: Collection
- 2002: Ooo Baby Baby: The Anthology
- 2002: Going to a Go-Go / Away We a Go-Go
- 2003: The Best of Smokey Robinson & the Miracles – The Christmas Collection
- 2003: Love Machine – The ’70s Collection
- 2004: Love Machine
- 2004: The Live Collection
- 2005: Gold (2 CDs)
- 2006: Smokey Robinson & the Miracles (2 CDs)
- 2006: Soul Legends
- 2007: Colour Collection
- 2008: Jingle Bells
- 2009: The Definitive Collection
- 2009: Depend on Me: The Early Albums
- 2012: Renaissance / Do It Baby
- 2012: Shop Around
- 2013: Hi, We’re the Miracles / Cookin’ with the Miracles

### Weihnachtsalben
- 1964: Christmas with the Miracles
- 1970: The Season for Miracles

## Singles
| Jahr | Titel Album                                                                      | Höchstplatzierung, Gesamtwochen, AuszeichnungChartplatzierungen (Jahr, Titel, Album, Platzierungen, Wochen, Auszeichnungen, Anmerkungen) | Höchstplatzierung, Gesamtwochen, AuszeichnungChartplatzierungen (Jahr, Titel, Album, Platzierungen, Wochen, Auszeichnungen, Anmerkungen) | Höchstplatzierung, Gesamtwochen, AuszeichnungChartplatzierungen (Jahr, Titel, Album, Platzierungen, Wochen, Auszeichnungen, Anmerkungen) | Höchstplatzierung, Gesamtwochen, AuszeichnungChartplatzierungen (Jahr, Titel, Album, Platzierungen, Wochen, Auszeichnungen, Anmerkungen) | Höchstplatzierung, Gesamtwochen, AuszeichnungChartplatzierungen (Jahr, Titel, Album, Platzierungen, Wochen, Auszeichnungen, Anmerkungen) | Anmerkungen                                                              | [↑]: gemeinsam behandelt mit vorhergehendem Eintrag; [←]: in beiden Charts platziert |
| Jahr | Titel Album                                                                      | DE | UK | US | R&B | Dance | Anmerkungen                                                              |                                                                                      |
| ---- | -------------------------------------------------------------------------------- | --- | --- | --- | --- | --- | ------------------------------------------------------------------------ | ------------------------------------------------------------------------------------ |
| 1959 | Bad Girl 1957–1972                                                               | — | — | US93 (2 Wo.)US | — | — | Erstveröffentlichung: September 1959                                     |                                                                                      |
| 1960 | Way Over There Hi, We’re the Miracles                                            | — | — | US94 (3 Wo.)US | — | — | Erstveröffentlichung: 4. Februar 1960 Charteinstieg US: 1962             |                                                                                      |
| 1960 | Shop Around Hi, We’re the Miracles                                               | — | — | US2 (16 Wo.)US | R&B1 (16 Wo.)R&B | — | Erstveröffentlichung: 15. Oktober 1960                                   |                                                                                      |
| 1961 | Ain’t It, Baby Cookin’ with the Miracles                                         | — | — | US49 (6 Wo.)US | R&B15 (6 Wo.)R&B | — | Erstveröffentlichung: 14. März 1961                                      |                                                                                      |
| 1961 | Broken Hearted Cookin’ with the Miracles                                         | — | — | US97 (1 Wo.)US | — | — | Erstveröffentlichung: 3. Juni 1961                                       |                                                                                      |
| 1961 | Mighty Good Lovin’ The Miracles on Stage                                         | — | — | US51 (6 Wo.)US | R&B21 (3 Wo.)R&B | — |                                                                          |                                                                                      |
| 1961 | Everybody’s Gotta Pay Some Dues Cookin’ with the Miracles                        | — | — | US52 (8 Wo.)US | R&B11 (7 Wo.)R&B | — | Erstveröffentlichung: 19. September 1961                                 |                                                                                      |
| 1961 | What’s so Good About Good-by The Miracles on Stage                               | — | — | US35 (10 Wo.)US | R&B16 (13 Wo.)R&B | — | Erstveröffentlichung: 14. Dezember 1961                                  |                                                                                      |
| 1962 | I’ll Try Something New                                                           | — | — | US39 (10 Wo.)US | R&B11 (10 Wo.)R&B | — | Erstveröffentlichung: 9. April 1962                                      |                                                                                      |
| 1962 | You’ve Really Got a Hold on Me The Fabulous Miracles                             | — | — | US8 (16 Wo.)US | R&B1 (14 Wo.)R&B | — | Erstveröffentlichung: 9. November 1962                                   |                                                                                      |
| 1963 | A Love She Can Count On The Fabulous Miracles                                    | — | — | US31 (9 Wo.)US | R&B21 (4 Wo.)R&B | — | Erstveröffentlichung: 11. März 1963                                      |                                                                                      |
| 1963 | Mickey’s Monkey Doin’ Mickey’s Monkey                                            | — | — | US8 (12 Wo.)US | R&B3 (11 Wo.)R&B | — | Erstveröffentlichung: 26. Juli 1963                                      |                                                                                      |
| 1963 | I Gotta Dance to Keep from Crying Doin’ Mickey’s Monkey                          | — | — | US35 (10 Wo.)US | R&B17 (7 Wo.)R&B | — | Erstveröffentlichung: 31. Oktober 1963                                   |                                                                                      |
| 1964 | (You Can’t Let the Boy Overpower) The Man in You The 35th Anniversary Collection | — | — | US59 (5 Wo.)US | R&B12 (7 Wo.)R&B | — | Erstveröffentlichung: Februar 1964                                       |                                                                                      |
| 1964 | I Like It Like That                                                              | — | — | US27 (9 Wo.)US | R&B10 (12 Wo.)R&B | — | Erstveröffentlichung: 3. Juni 1964                                       |                                                                                      |
| 1964 | That’s What Love Is Made Of I Like It Like That                                  | — | — | US35 (6 Wo.)US | R&B9 (12 Wo.)R&B | — | Erstveröffentlichung: 28. August 1964                                    |                                                                                      |
| 1964 | Come On Do the Jerk Greatest Hits, Vol. 2                                        | — | — | US50 (8 Wo.)US | R&B22 (6 Wo.)R&B | — | Erstveröffentlichung: 20. November 1964                                  |                                                                                      |
| 1965 | Ooo Baby Baby Going to a Go-Go                                                   | — | — | US16 (11 Wo.)US | R&B4 (14 Wo.)R&B | — | Erstveröffentlichung: 5. März 1965                                       |                                                                                      |
| 1965 | The Tracks of My Tears Going to a Go-Go                                          | — | UK9 Silber · (13 Wo.)UK | US16 (12 Wo.)US | R&B2 (18 Wo.)R&B | — | Erstveröffentlichung: 23. Juni 1965 Charteintritt in UK erst im Mai 1969 |                                                                                      |
| 1965 | My Girl Has Gone Going to a Go-Go                                                | — | — | US14 (10 Wo.)US | R&B3 (14 Wo.)R&B | — | Erstveröffentlichung: 22. September 1965                                 |                                                                                      |
| 1965 | Going to a Go-Go                                                                 | — | UK44 (5 Wo.)UK | US11 (12 Wo.)US | R&B2 (15 Wo.)R&B | — | Erstveröffentlichung: 6. Dezember 1965                                   |                                                                                      |
| 1966 | Choosey Beggar Going to a Go-Go                                                  | — | — | — | R&B35 (2 Wo.)R&B | — | B-Seite von Going to a Go-Go                                             |                                                                                      |
| 1966 | Whole Lot of Shakin’ in My Heart (Since I Met You) Away We a Go-Go               | — | — | US46 (8 Wo.)US | R&B20 (7 Wo.)R&B | — | Erstveröffentlichung: 27. Mai 1966                                       |                                                                                      |
| 1966 | (Come ’Round Here) I’m the One You Need Away We a Go-Go                          | — | UK13 (11 Wo.)UK | US17 (9 Wo.)US | R&B4 (10 Wo.)R&B | — | Erstveröffentlichung: 19. Oktober 1966                                   |                                                                                      |
| 1967 | The Love I Saw in You Was Just a Mirage Make It Happen                           | — | — | US20 (10 Wo.)US | R&B10 (10 Wo.)R&B | — | Erstveröffentlichung: 27. Januar 1967                                    |                                                                                      |
| 1967 | More Love Make It Happen                                                         | — | — | US23 (11 Wo.)US | R&B5 (14 Wo.)R&B | — | Erstveröffentlichung: 26. Mai 1967                                       |                                                                                      |
| 1967 | I Second That Emotion Greatest Hits, Vol. 2                                      | — | UK27 (11 Wo.)UK | US4 (15 Wo.)US | R&B1 (15 Wo.)R&B | — | Erstveröffentlichung: 19. Oktober 1967                                   |                                                                                      |
| 1968 | If You Can Want Special Occasion                                                 | — | UK50 (1 Wo.)UK | US11 (12 Wo.)US | R&B3 (12 Wo.)R&B | — | Erstveröffentlichung: 8. Februar 1968                                    |                                                                                      |
| 1968 | Yester Love Special Occasion                                                     | — | — | US31 (8 Wo.)US | R&B9 (8 Wo.)R&B | — | Erstveröffentlichung: 13. Mai 1968                                       |                                                                                      |
| 1968 | Special Occasion                                                                 | — | — | US26 (9 Wo.)US | R&B4 (11 Wo.)R&B | — | Erstveröffentlichung: 30. Juli 1968                                      |                                                                                      |
| 1968 | Baby, Baby Don’t Cry Time Out …                                                  | — | — | US8 (14 Wo.)US | R&B3 (12 Wo.)R&B | — | Erstveröffentlichung: 12. Dezember 1968                                  |                                                                                      |
| 1969 | Abraham, Martin and John Time Out …                                              | — | — | US33 (6 Wo.)US | R&B16 (6 Wo.)R&B | — | Erstveröffentlichung: 9. Mai 1969                                        |                                                                                      |
| 1969 | Doggone Right Time Out …                                                         | — | — | US32 (8 Wo.)US | R&B7 (11 Wo.)R&B | — | Erstveröffentlichung: 28. Mai 1969                                       |                                                                                      |
| 1969 | Here I Go Again –                                                                | — | — | US37 (9 Wo.)US | R&B15 (8 Wo.)R&B | — |                                                                          |                                                                                      |
| 1969 | Point It Out A Pocket Full of Miracles                                           | — | — | US37 (8 Wo.)US | R&B4 (10 Wo.)R&B | — | Erstveröffentlichung: 18. November 1969                                  |                                                                                      |
| 1970 | Darling Dear A Pocket Full of Miracles                                           | — | — | US100 (1 Wo.)US | — | — |                                                                          |                                                                                      |
| 1970 | Who’s Gonna Take the Blame A Pocket Full of Miracles                             | — | — | US46 (7 Wo.)US | R&B9 (8 Wo.)R&B | — | Erstveröffentlichung: 28. April 1970                                     |                                                                                      |
| 1970 | The Tears of a Clown One Dozen Roses                                             | DE19 (6 Wo.)DE | UK1 Gold · (16 Wo.)UK | US1 (20 Wo.)US | R&B1 (14 Wo.)R&B | — | Erstveröffentlichung: 17. Juli 1970                                      |                                                                                      |
| 1971 | Crazy About the La La La One Dozen Roses                                         | — | — | US56 (7 Wo.)US | R&B20 (7 Wo.)R&B | — | Erstveröffentlichung: 25. Februar 1971                                   |                                                                                      |
| 1971 | I Don’t Blame You at All One Dozen Roses                                         | — | UK11 (10 Wo.)UK | US18 (12 Wo.)US | R&B7 (10 Wo.)R&B | — | Erstveröffentlichung: 8. Juni 1971                                       |                                                                                      |
| 1971 | Satisfaction One Dozen Roses                                                     | — | — | US49 (9 Wo.)US | R&B20 (7 Wo.)R&B | — | Erstveröffentlichung: 26. Oktober 1971                                   |                                                                                      |
| 1972 | We’ve Come Too Far to End It Now Flying High Together                            | — | — | US46 (10 Wo.)US | R&B9 (12 Wo.)R&B | — | Erstveröffentlichung: 25. April 1972                                     |                                                                                      |
| 1972 | I Can’t Stand to See You Cry Flying High Together                                | — | — | US45 (8 Wo.)US | R&B21 (8 Wo.)R&B | — | Erstveröffentlichung: 15. November 1972                                  |                                                                                      |
| 1973 | Don’t Let It End (’Til You Let It Begin) Renaissance                             | — | — | US56 (8 Wo.)US | R&B26 (12 Wo.)R&B | — | Erstveröffentlichung: 7. Juni 1973                                       |                                                                                      |
| 1973 | Give Me Just Another Day Do It Baby                                              | — | — | — | R&B47 (12 Wo.)R&B | — | Erstveröffentlichung: 8. November 1973                                   |                                                                                      |
| 1974 | Do It Baby                                                                       | — | — | US13 (15 Wo.)US | R&B4 (19 Wo.)R&B | — | Erstveröffentlichung: 20. Juni 1974                                      |                                                                                      |
| 1974 | Don’t Cha Love It                                                                | — | — | US78 (4 Wo.)US | R&B4 (15 Wo.)R&B | — | Erstveröffentlichung: 15. November 1974                                  |                                                                                      |
| 1975 | Gemini Don’t Cha Love It                                                         | — | — | — | R&B43 (8 Wo.)R&B | — | Erstveröffentlichung: 17. März 1975                                      |                                                                                      |
| 1975 | Overture City of Angels                                                          | — | — | — | — | Dance20 (1 Wo.)Dance |                                                                          |                                                                                      |
| 1975 | Love Machine (Part 1) City of Angels                                             | — | UK3 Silber · (10 Wo.)UK | US1 (28 Wo.)US | R&B5 (21 Wo.)R&B[Dance: ↑] | Dance20 (1 Wo.)Dance | Erstveröffentlichung: 19. September 1975                                 |                                                                                      |
| 1976 | Night Life City of Angels                                                        | — | — | — | R&B60 (5 Wo.)R&B | — | Erstveröffentlichung: 15. April 1976                                     |                                                                                      |
| 1976 | Spy for Brotherhood Love Crazy                                                   | — | — | — | R&B37 (10 Wo.)R&B | Dance38 (1 Wo.)Dance |                                                                          |                                                                                      |
| 1978 | Mean Machine Miracles                                                            | — | — | — | R&B55 (10 Wo.)R&B | — |                                                                          |                                                                                      |

grau schraffiert: keine Chartdaten aus diesem Jahr verfügbar
Weitere Singles
| - 1958: Got a Job - 1959: The Feeling Is so Fine - 1959: Bad Girl - 1960: Way Over There - 1960: All I Want Is You - 1961: Money - 1962: If Your Mother Only Knew - 1963: Christmas Everyday / The Christmas Song - 1965: Money | - 1968: I Care About Detroit - 1971: Nathan Jones - 1977: Women (Make the World Go ’Round) - 1978: The Magic of You’re Eyes (Laura’s Eyes) - 1983: I Heard It Through the Grapevine - 1984: Happy Happy Birthday Baby - 1992: Fun Time - 2004: Want Me |

## Videoalben
- 2006: Definitive Performances 1963–1987 (US: Gold)

## Statistik

### Chartauswertung
|                     | DE    | UK    | US     | R&B      |
| ------------------- | ----- | ----- | ------ | -------- |
| Nummer-eins-Alben   | DE—DE | UK—UK | US—US  | R&B2R&B  |
| Top-10-Alben        | DE—DE | UK—UK | US2US  | R&B12R&B |
| Alben in den Charts | DE—DE | UK1UK | US27US | R&B21R&B |

|                       | DE    | UK    | US     | R&B      | Dance       |
| --------------------- | ----- | ----- | ------ | -------- | ----------- |
| Nummer-eins-Singles   | DE—DE | UK1UK | US2US  | R&B4R&B  | Dance—Dance |
| Top-10-Singles        | DE—DE | UK2UK | US7US  | R&B24R&B | Dance—Dance |
| Singles in den Charts | DE1DE | UK7UK | US46US | R&B48R&B | Dance2Dance |

### Auszeichnungen für Musikverkäufe
| Goldene Schallplatte - Philippinen - 1977: für das Album City of Angels |

Anmerkung: Auszeichnungen in Ländern aus den Charttabellen bzw. Chartboxen sind in ebendiesen zu finden.
| Land/RegionAuszeichnungen für Musikverkäufe (Land/Region, Auszeichnungen, Verkäufe, Quellen) | Silber     | Gold     | Platin | Verkäufe | Quellen         |
| -------------------------------------------------------------------------------------------- | ---------- | -------- | ------ | -------- | --------------- |
| Philippinen (PARI)                                                                           | —          | Gold1    | —      | 30.000   | Einzelnachweise |
| Vereinigte Staaten (RIAA)                                                                    | —          | Gold1    | —      | 50.000   | riaa.com        |
| Vereinigtes Königreich (BPI)                                                                 | 4× Silber4 | Gold1    | —      | 970.000  | bpi.co.uk       |
| Insgesamt                                                                                    | 4× Silber4 | 3× Gold3 | —      |          |                 |